# Stigmatizzazione (scienze sociali)
La stigmatizzazione è il fenomeno sociale che attribuisce una connotazione negativa a un membro (o a un gruppo) della comunità in modo da declassarlo a un livello inferiore.
Oggetto di studio della sociologia e dell'antropologia a partire dagli anni sessanta, la stigmatizzazione è uno strumento utilizzato dalla comunità per identificare i soggetti devianti.
La parola stigma viene usata come sinonimo di marchio, segno distintivo, in riferimento alla disapprovazione sociale di alcune caratteristiche personali. In sociologia si usa per caratterizzare un handicap fisico o mentale o una devianza.

## Generalità
Sono i greci che si servono per primi di una parola (stigma) per denominare una serie di segni fisici che possono essere associati ad aspetti riprovevoli, considerati legati alla "condizione morale" dei soggetti che ne sono afflitti, come criminali, schiavi o traditori, per identificarli come persone difettose che quindi dovevano essere evitate, in particolare nei luoghi pubblici.
Successivamente la parola è stata applicata ad altri attributi personali considerati vergognosi.
Traducendo in una parola meno carica di storia e più immediatamente comprensibile, il significato di “stigma” corrisponde a quello di pregiudizio, cioè un giudizio già emesso prima di un'osservazione attenta e prima ancora di una più complessa riflessione.
Lo stigma non dipende da un'intenzione critica deliberatamente esercitata: la consapevolezza del pregiudizio tende a farlo sparire.
Ma è difficile percepire la presenza di uno stigma, perché esso corrisponde a una forma di consenso e a una corrispondente pratica collettiva.
Lo stigma è dunque un pre-giudizio, inteso come segno distintivo in riferimento alla disapprovazione sociale di alcune caratteristiche personali, spesso ricondotte alla malattia mentale.
Lo stigma, come segno di distinzione sociale, travalica i confini della patologia mentale, investe aspetti sociali (religione, etnie) e qualsiasi forma di patologia. La consapevolezza di questa nuova impostazione è un utile elemento per favorire un circuito virtuoso che si ripercuota positivamente anche nella cura del paziente e nella consapevolezza che lo stigma colpisca l'esperienza di malattia dell'uomo in tutte le sue varie forme.
Lo stigma denota appunto una particolare connotazione fisica (dovuta a handicap) o può essere altresì riferito a particolari categorie sociali che in qualche modo vengono discriminate da quelle che Erving Goffman, nel suo saggio "Stigma, l'identità negata", definisce persone "normali".
Lo stigma porta alla discriminazione e alla nascita di stereotipi che si ripercuotono nella società. La "diversità" porta a far emergere caratteristiche particolari e quindi all'emarginazione, solo per il fatto che queste caratteristiche sono diverse.
Lo stigma è innanzitutto nell'occhio di chi guarda. Molte volte le persone portatrici di handicap fisici, mentali, o categorie sociali di persone "deviate", non si inquadrano nell'ottica di stigmatizzati, ma sono le persone "normali" a definirli diversi, attribuendovi così un marchio distintivo.
Questa distinzione sociale tende a creare categorie ben definite di persone stigmatizzate, che si inquadrano in una "cornice" diversa, a seconda del loro stigma (portatori di handicap, malati di mente, deviati).
Lo stigma porta all'alienazione di particolari categorie di individui e alla loro discriminazione. È proprio l'alienazione di queste persone a creare uno stigma e non un loro particolare problema fisico o mentale. Essendo allontanati dalla società, questi individui si sentiranno isolati e soli, potranno contare solo sul supporto di persone simili a loro, che si trovano nella stessa condizione.
Fin dal 1992 l'OMS (Organizzazione mondiale della sanità) ha indicato una data annuale come momento da dedicare alla salute mentale. Da allora, in più di 100 paesi nel mondo, il 10 ottobre si organizzano eventi culturali, scientifici e d'informazione sulla salute mentale e la lotta allo stigma. 
Lo stigma è più evidente in alcune malattie che in altre, come per esempio in quelle mentali, ma questo paradossalmente può proprio rappresentare il primo stigma su tante altre forme di malattia. 
Il pregiudizio nei confronti della malattia mentale affonda nell'ignoranza e nella paura e spesso impedisce alla persona che è in una condizione di disagio psichico, manifesta o agli esordi, di chiedere aiuto.
Questi disturbi hanno conseguenze negative sul piano della salute fisica e mentale, sono fattori di rischio per il suicidio, determinano importanti limitazioni funzionali e compromettono pesantemente la qualità della vita.
Lo stigma può essere applicato a svariate categorie di individui, distinguendoli in modo definito da altri. Parole come "è il/la più bravo/a della classe" oppure "è stata eletta la più bella della città" sono marchi che vengono inflitti a persone che in seguito a questa categorizzazione (per quanto possa sembrare lusinghiera) sono costretti a tenere sempre la stessa condotta, per cui chi è il più bravo o la più brava della classe sarà costretto/a ad ottenere buoni voti tenendo la media sempre alta; chi è stata eletta la più bella, non potrà permettersi di ingrassare o trascurare il suo fisico; se una di queste persone stigmatizzate non tenesse la stessa condotta, si potrebbe instaurare in esse per prime, la delusione di aver deluso le aspettative collettive.

## Origini del fenomeno
Il teorico principale della materia è stato il sociologo canadese Erving Goffman che ha individuato le quattro fasi che portano all'attribuzione dello stigma sociale.
1. La prima fase consiste nella scelta delle differenze (biologiche, psicologiche, sociali o di altro tipo) che possono essere utilizzate per discriminare gli individui. Per es. in termini di differenze biologiche il colore degli occhi risulta di solito irrilevante mentre il colore della pelle assume la forma di categoria sociale. Un accento che indica una determinata provenienza sociale o geografica può avere la stessa funzione.
2. La seconda fase consiste nell'attribuire degli stereotipi negativi a queste categorie artificiali.
3. La terza fase consiste nell'operare una distinzione tra stigmatizzati e non-stigmatizzati.
4. La quarta fase consiste nell'effettiva perdita di status per l'individuo stigmatizzato.

## Reazioni alla stigmatizzazione
La stigmatizzazione percepita diviene un forte fattore stressogeno nella quotidianità: la maggior parte degli individui soggetti a stigmatizzazione cerca di ribellarsi a questo processo ritenuto ingiusto, e di ritrarsi dagli effetti nocivi che ha sulla propria autostima. Ciò è possibile grazie a tre modalità principali:
- Celare o tacere gli indizi su cui si fonda lo stigma sociale. Ad esempio, alcuni omosessuali non rivelano il proprio orientamento sessuale se non a un ristretto numero di persone fidate. Similarmente, tutti coloro che hanno una qualche forma di disabilità non immediatamente evincibile dal loro aspetto, cercano di soffocare quei comportamenti che la renderebbero manifesta, nonostante questi spesso permetterebbero loro di vivere e relazionarsi nel mondo con maggior sicurezza. Ad esempio, molti individui con una compromissione visiva grave evitano di utilizzare il bastone bianco, nonostante permetterebbe loro una maggiore autonomia, in quanto temono di essere soggetti di sguardi compassionevoli e attenzioni non desiderate.
- Attuare tecniche di neutralizzazione volte a giustificare la devianza, soprattutto nei casi di devianza sociale.
- Cercare e organizzare una rete di aiuto comune tra stigmatizzati dello stesso tipo.